# Lista de regiões de Portugal por IDH

Mapa das NUTS II de Portugal por Índice de Desenvolvimento Humano em 2021.
Escala:
> 0.899
0.875 – 0.850
0.850 – 0.825
< 0.825

Esta é uma lista demostrando o Índice de Desenvolvimento Humano de cada região portuguesa, ordenadas pela região e ano, mostrando os valores de cada ano desde 1990.

## IDH por região
A lista mostra as regiões portuguesas pelo Índice de Desenvolvimento Humano em 2019, junto com a variação entre 2020 e 2021.
| Posição | Posição          | Região                       | IDH (2021) | Variação (desde 2020) |
| Em 2021 | Comparada a 2020 | Região                       | IDH (2021) | Variação (desde 2020) |
| ------- | ---------------- | ---------------------------- | ---------- | --------------------- |
| 1       | (0)              | Área Metropolitana de Lisboa | 0,900      | 0,002                 |
| 2       | (0)              | Região do Centro             | 0,857      | 0,002                 |
| 3       | (0)              | Região do Norte              | 0,852      | 0,002                 |
| 4       | (0)              | Região do Algarve            | 0,849      | 0,003                 |
| 5       | (0)              | Região do Alentejo           | 0,842      | 0,002                 |
| 6       | (0)              | Região da Madeira            | 0,819      | 0,002                 |
| 7       | (0)              | Região dos Açores            | 0,808      | 0,002                 |
|         |                  | Portugal                     | 0,866      | 0,003                 |

## Desenvolvimento do IDH
A lista mostra as regiões portuguesas pelo desenvolvimento do Índice de Desenvolvimento Humano desde 1994, mostrando os valores de cada três anos, e a variação final em 2021.
| Região                       | População (1994) | População (1999) | População (2004) | População (2009) | População (2014) | População (2021) | Variação (1994–2019) |
| ---------------------------- | ---------------- | ---------------- | ---------------- | ---------------- | ---------------- | ---------------- | -------------------- |
| Área Metropolitana de Lisboa | 0,796            | 0,823            | 0,849            | 0,863            | 0,887            | 0,900            | 0,104                |
| Região do Centro             | 0,753            | 0,780            | 0,802            | 0,813            | 0,837            | 0,857            | 0,104                |
| Região do Norte              | 0,744            | 0,768            | 0,789            | 0,805            | 0,829            | 0,852            | 0,108                |
| Região do Algarve            | 0,746            | 0,776            | 0,801            | 0,814            | 0,834            | 0,849            | 0,103                |
| Região do Alentejo           | 0,745            | 0,769            | 0,791            | 0,799            | 0,822            | 0,842            | 0,097                |
| Região da Madeira            | 0,718            | 0,740            | 0,767            | 0,782            | 0,798            | 0,819            | 0,101                |
| Região dos Açores            | 0,713            | 0,734            | 0,756            | 0,770            | 0,792            | 0,808            | 0,095                |
| Portugal                     | 0,760            | 0,786            | 0,809            | 0,823            | 0,846            | 0,866            | 0,106                |